# 1994 في إسبانيا
فيما يلي قوائم الأحداث التي وقعت خلال عام 1994 في إسبانيا.

## سياسة

### تعيين في المنصب
- 4 مايو – خوسيه ماريا أثنار رئيس وزراء إسبانيا.

## رياضة
- 1 يناير – طواف إسبانيا 1994

## برامج ومسلسلات وأنمي
- غوادلوبي

## مواليد

### يناير
- 1 يناير – صوفيا ديل برادو
- 6 يناير – دينيس سواريز لاعب كرة قدم إسباني.[1]
- 22 يناير – خوان ميلان لاعب كرة قدم إسباني.[2]
- 29 يناير – ألفارو سيخودو لاعب كرة قدم إسباني.

### فبراير
- 14 فبراير – سيرجي كانو لاعب كرة قدم إسباني.[3]
- 27 فبراير – أمايا غونزاليس لاعبة كرة يد إسبانية.

### مارس
- 3 مارس – جوناثان كاسترو أوتو لاعب كرة قدم إسباني.[4]
- 13 مارس – جيرارد دولوفيو لاعب كرة قدم إسباني.[5]
- 15 مارس – ألفارو ميدران لاعب كرة قدم إسباني.[6]
- 29 مارس – أوسكار والي لاعب كرة قدم إسباني.[7]

### أبريل
- 1 أبريل – داني كالفو لاعب كرة قدم إسباني.
- 19 أبريل – بول كالفت لاعب كرة قدم إسباني.[8]
- 23 أبريل – ألبرتو دياز لاعب كرة سلة إسباني.
- 27 أبريل – إينهوا هيرنانديز لاعبة كرة يد إسبانية.

### مايو
- 5 مايو – خافيير مانكوييو لاعب كرة قدم إسباني.[9]
- 20 مايو – أوريول باولي لاعب كرة سلة إسباني.
- 27 مايو – ويلي هرنانجوميز لاعب كرة سلة إسباني.[10]

### يونيو
- 11 يونيو – ايفانا باكيرو ممثلة إسبانية.[11]
- 15 يونيو – إينياكي ويليامز لاعب كرة قدم إسباني.[12]
- 19 يونيو – ديفيد بيغاس لاعب كرة قدم إسباني.[13]
- 23 يونيو – موا غوميز لاعب كرة قدم إسباني.[14]

### يوليو
- 6 يوليو – جوان جوردان لاعب كرة قدم إسباني.[15]

### سبتمبر
- 1 سبتمبر – كارلوس ساينز جونيور سائق سيارة سباق إسباني.[16]

### أكتوبر
- 3 أكتوبر – كيبا أريزابالاغا لاعب كرة قدم إسباني.[17]
- 17 أكتوبر – راؤول دي توماس لاعب كرة قدم إسباني.[18]

### نوفمبر
- 4 نوفمبر – بابلو غانيت لاعب كرة قدم من غينيا الاستوائية.[19]
- 10 نوفمبر – أوليفر توريس لاعب كرة قدم إسباني.[20]
- 10 نوفمبر – بورخا منديز لاعب كرة سلة إسباني.
- 21 نوفمبر – ساؤول نيغيز لاعب كرة قدم إسباني.[21]

### ديسمبر
- 13 ديسمبر – باو لوبيز لاعب كرة قدم إسباني.[22]

## وفيات

### يناير
- 14 يناير – ديليو رودريغيث (مواليد 1916) درّاج طريق إسباني.[23]
- 14 يناير – فيديريكا مونتسيني (مواليد 1905)[24]

### فبراير
- 11 فبراير – أنطونيو مارتين (مواليد 1970) درّاج طريق إسباني.

### مارس
- 20 مارس – ألفونسو رودريغيز (مواليد 1939) لاعب كرة قدم إسباني.
- 31 مارس – خوسيه أسكوبار سالينتا (مواليد 1908) فنان قصص مصورة إسباني.[25]

### مايو
- 19 مايو – خيسوس لويس أوكانيا (مواليد 1945) درّاج طريق إسباني.[26]
- 27 مايو – لويس دي كارلوس (مواليد 1907) لاعب كرة قدم إسباني.

### أغسطس
- 16 أغسطس – فرانسيسكو أنتونيز (مواليد 1922) لاعب كرة قدم إسباني.

### سبتمبر
- 8 سبتمبر – خوان ألونسو (مواليد 1927) لاعب كرة قدم إسباني.

### ديسمبر
- 8 ديسمبر – إنريكي ليستر (مواليد 1907)[27]